# Ben Sidran

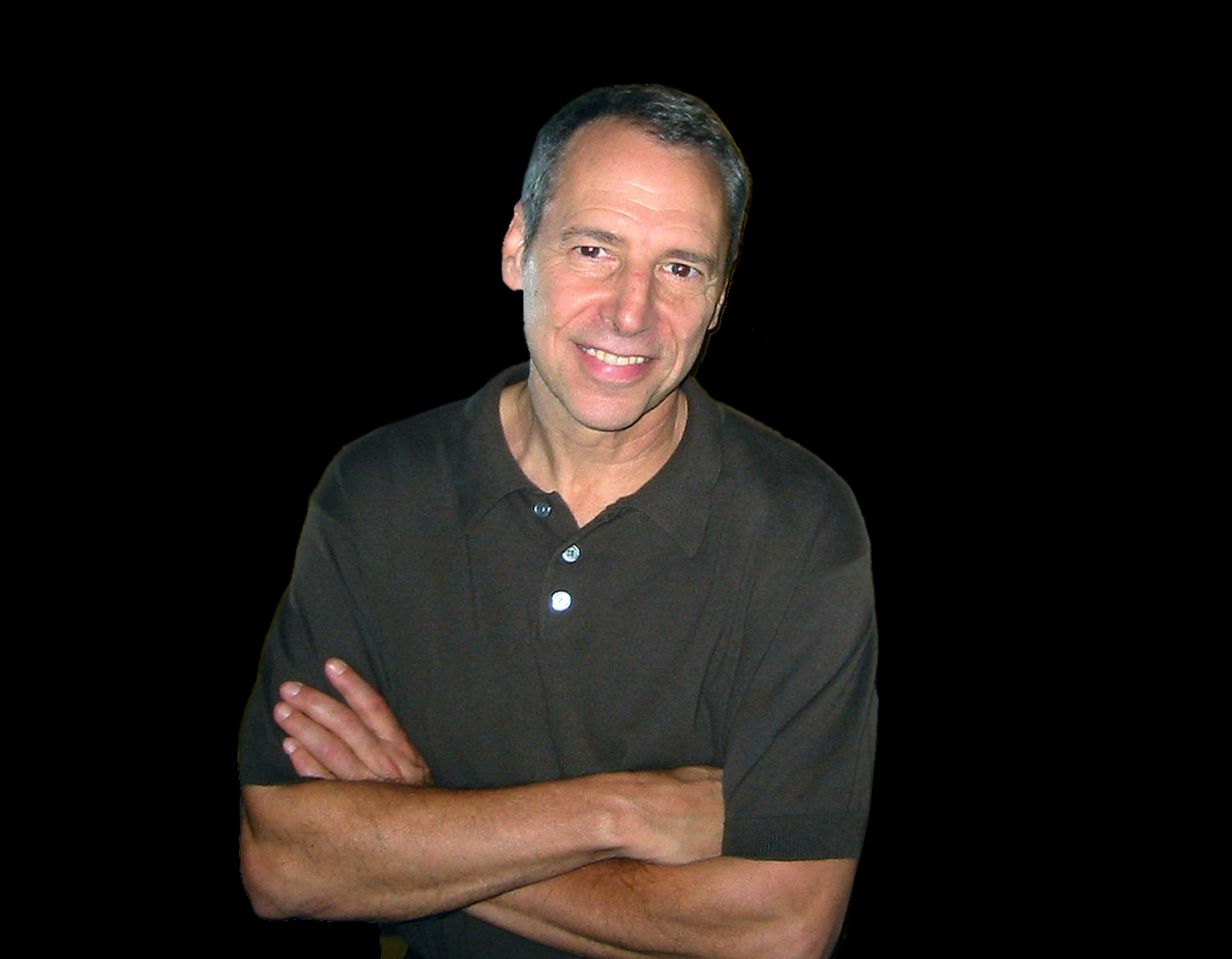
Ben Sidran, 2004

Ben Sidran (* 14. August 1943 in Chicago) ist ein US-amerikanischer Jazzmusiker (Pianist, Organist, Sänger), Musikwissenschaftler, Journalist und Produzent.

## Leben
Sidran, der in Racine, Wisconsin aufwuchs, studierte von 1962 bis 1966 an der University of Wisconsin–Madison, um dann seine Philosophie-Studien an der University of Sussex in England fortzusetzen. Er promovierte über „A Cultural History of Black Music in America“; „Black Talk“ (1972), die Buchveröffentlichung der Promotion, wurde ein Standardwerk. Er begann seine Karriere als Musiker 1967 in der Band von Steve Miller, für den er den Hit „Space Cowboy“ schrieb. Er wirkte auch an Produktionen der Rolling Stones, von Peter Frampton, Eric Clapton und Charlie Watts mit, bevor er 1970 in die USA zurückkehrte, mit Boz Scaggs arbeitete und sich immer weiter dem Jazz zuwendete. 1983 legte er beispielsweise das Album „Bop City“ mit Eddie Gomez und Peter Erskine vor, 1987 „Have You Met Barcelona?“ mit Johnny Griffin, Jimmy Woode und Ben Riley. Mit Gil Evans gastierte er in Paris. Seine Soloplatten erinnern teilweise an Mose Allison. Auf „Life Is a Lesson“ (1993, mit Mike Richmond und Danny Gottlieb) setzte er sich mit der jüdischen Liturgie auseinander. Sein „Concert For Garcia Lorca“ (2000) wurde für einen Grammy nominiert. Er trat mit Dizzy Gillespie, Bobby McFerrin und Manhattan Transfer in der Carnegie Hall auf, mit den „Brecker Brothers“ beim Montreux Jazz Festival und beim Newport Jazz Festival. 2023 legte er mit Swing State sein erstes Instrumentalalbum vor, eingespielt im Trioformat mit Billy Peterson am Bass und Leo Sidran am Schlagzeug.
Als Hörfunk- und Fernsehmoderator und Produzent von Fernsehserien (wie der 1989 mit dem „Ace Award“ ausgezeichneten Serie „New Visions“) arbeitete er mit Diana Ross, Booker T., Phil Woods, Sarah Vaughan, Herbie Hancock, Wynton Marsalis oder Annie Ross zusammen. Weiterhin war er mit seinem Label „GoJazz“ als Musikproduzent tätig, etwa für Tony Williams, Richie Cole oder Georgie Fame. Er schreibt für Rolling Stone, Esquire und andere Zeitschriften. Der Keyboarder Leo Sidran ist sein Sohn.

## Diskografie (Auswahl)
- Free in America, Arista Records, 1976
- The Doctor Is In, Arista Records, 1977
- A Little Kiss in the Night, EMI, 1978
- Live At The Celebrity Lounge (Live-Aufnahmen aus der University of Wisconsin, u. a. mit Phil Woods, Phil Upchurch, Richard Davis), Go Jazz, 1998
- Walk Pretty – The Songs of Alec Wilder (Ben Sidran / Bob Rockwell Quartet), Go Jazz, 2002
- Nick’s Bump, Go Jazz, 2004
- Cien Noches (Live-Aufnahmen des Ben Sidran Hammond Quartet aus dem Café Central, Madrid), BonsaÏ Music, 2008
- Dylan Different (Cover-Versionen von Songs Bob Dylans), Bonsaï Music, 2009
- Ben Sidran European 5et (Live-Aufnahmen aus dem New Morning, Paris, u. a. mit Erik Truffaz), Bonsaï, 2010
- The Concert for Garcia Lorca, Go Jazz (Alive)
- Don't Cry for No Hipster, Bonsaï Music, 2012
- Blue Camus, 2014
- Picture Him Happy, 2017
- Who's The Old Guy Now 2020, (mit Leo Sidran, John Ellis, Billy Peterson, Paul Peterson, Ricky Peterson, Moses Patrou)
- Rainmaker Bonsaï Music, 2024 (mit Rick Margitza, Mike Mainieri, Billy Peterson, Leo Sidran)[1]